# Luís Monreal y Tejada
Luís Monreal y Tejada (Saragossa, 1912 – Barcelona, 1 de novembre de 2005) fou un historiador de l'art espanyol.
Llicenciat en Història i en Dret per la Universitat de Saragossa el 1932. Durant la Guerra Civil espanyola treballà al Servicio de Recuperación Artística, etapa de la que deixà un interessant llibre de records. Després, establert a Barcelona, fou Comisario del Patrimonio Artístico Nacional, amb jurisdicció a Catalunya, València i les Balears. Membre numerari de la Reial Acadèmia de Bones Lletres de Barcelona. El 1999 li fou concedida la Medalla de Oro al Mérito en las Bellas Artes.
Gran divulgador, va fer l'adaptació espanyola (1966-67) d'una de les obres més completes sobre la història general de l'art: El arte y el hombre, planejat i dirigit per René Huyghe, de qui precisament Monreal, pel seu càrrec, havia rebut la Dama d'Elx i altres obres retornades a Espanya per la França de Pétain, el 1941.

## Llibres
- Els castells medievals de Catalunya, Ariel, Barcelona 1955-65
- Diccionario de términos de arte, Juventud, Barcelona 1992
- Arte y Guerra Civil, La Val de Onsera, Huesca 1999
- Iconografía del cristianismo, El Acantilado, Barcelona 2000
- Las orillas del arte, Planeta, Barcelona 2003.

## Font
- Francesc Fontbona, Luis Monreal y Tejada, historiador, "El País" (Barcelona), núm. 10377 (2 Novembre 2005), pàg. 49.
- «Luís Monreal y Tejada». Gran Enciclopèdia Catalana.  Barcelona:  Grup Enciclopèdia Catalana.